# 21430 Brubrew
21430 Brubrew è un asteroide della fascia principale. Scoperto nel 1998, presenta un'orbita caratterizzata da un semiasse maggiore pari a 2,3875270 UA e da un'eccentricità di 0,1368516, inclinata di 6,01050° rispetto all'eclittica.